# سيفات
سيفات قرية سوريّة تتبع إداريّاً لمحافظة حلب منطقة جبل سمعان ناحية مركز جبل سمعان، بلغ تعداد سكانها 1,033 نسمة حسب التعداد السكاني لعام 2004.